# Anochetus bispinosus
Anochetus bispinosus é uma espécie de formiga do gênero Anochetus, pertencente à subfamília Ponerinae.